# Hunyadi András
Hunyadi András (Zselyk, 1925. október 1. – Marosvásárhely, 1998. szeptember 3.) erdélyi magyar rendező, színműíró, műfordító. Írói álnevei: Zsejki András, Vári András.

## Életpályája
Középiskolát Besztercén végzett (1945), tanári oklevelet a Bolyai Tudományegyetem bölcsészeti karán szerzett (1949). Előbb művelődési aktivista és a bábszínház munkatársa Kolozsvárt, majd a Szentgyörgyi István Színművészeti Főiskolán és Bukarestben rendezést tanul, s rendezői diplomát szerez (1956). Azóta a marosvásárhelyi színház rendezője, s többek közt Sütő András, Méhes György, Kocsis István, Csávossy György darabjait vitte színpadra.
Első írása az Igazságban jelent meg (1949), az Előre, Igazság, Vörös Zászló, Művelődés színházi és művelődéspolitikai cikkeit, az Igaz Szó verseit közli. Szerkesztésében jelent meg a Faluról a falunak című színdarabgyűjtemény (I–II. Marosvásárhely 1957–58), amely Bródy, Móricz, Gárdonyi, Sarkadi Imre, Urbán Ernő színművei mellett Tiberiu Vornic és az ukrán Ivan Jakovlevics Franko darabjait juttatja a műkedvelő színjátszók kezébe. Gyűjteményt állított össze a bábosok számára is (Bábszínművek, 1958). Népi ihletésű bábjátékai és gyermekszínművei a Művelődésben jelennek meg, köztük A szófogadatlan kiskakas (1955/4), Ludas Matyi (1956/3), A furfangos szegénylegény Muharay Elemér ötlete nyomán (1973/2) s az Addig jár a korsó... c. kétrészes színmű (1974/2). A Népi Alkotások Háza is több bábjátékát, színdarabgyűjteményét és alkalmi kiadványát hozta forgalomba, ezek közt van a Kacor király (Marosvásárhely 1972).
Számos román egyfelvonásos és bábjáték mellett drámai műveket is ültetett át magyarra. Műfordításai között szerepel Lucia Demetrius Hegyen-völgyön lakodalom című egyfelvonásosa (Műkedvelők Színháza 1961), Tudor Popescu két szatirikus vígjátéka, az Egyenes adás és a Szépségverseny (1982) és Tudor Mușatescu Szilveszteréji álom (1983) című játéka; e darabokat maga a műfordító rendezi.

## Kötetei
- Erővel is, ésszel is (zsejki és décsei népmesék, 1956)
- A ravasz fiú. Varsági székely népmesék; összegyűjt. Hunyadi András; Mentor Könyvek, Marosvásárhely, 2015